# Pala di Santa Lucia de' Magnoli
La Pala di Santa Lucia de' Magnoli (Sacra conversazione coi santi Francesco, Giovanni Battista, Zanobi e Lucia) di Domenico Veneziano è una tempera su tavola (210–215 cm), conservata alla Galleria degli Uffizi di Firenze e databile al 1445 circa. È firmata OPVS DOMINICI DE VENETIIS HO[C] MATER DEI MISERERE MEI DATVM EST sul gradino inferiore. La pala è l'opera più importante per comprendere il ruolo fondamentale di Domenico nella pittura rinascimentale fiorentina, dopo la perdita del ciclo di affreschi che realizzò nella chiesa di Sant'Egidio con Andrea del Castagno.

## Storia
La grande pala adornava l'altare maggiore della chiesa di Santa Lucia dei Magnoli a Firenze ed era originariamente completata dalla predella, oggi è conservata nella sala 8 del primo rinascimento della Galleria degli Uffizi.

## Descrizione
L'opera è uno degli esempi più antichi pervenutici di tabula quadrata et sine civoriis, come suggeriva Brunelleschi, cioè di pala moderna senza gli scomparti e senza il fondo oro tipico dei polittici medievali. Nonostante ciò l'ambientazione, con i tre archi a sesto acuto, le colonnette e le nicchie a conchiglia, ricorda la tradizionale composizione a scomparti, anche se si tratta solo di una suggestione. L'edificio in cui è composta la scena è infatti trattato secondo le più avanzate conoscenze della prospettiva geometrica, con tre punti di fuga dove convergono tutte le linee orizzontali, comprese quelle del complesso pavimento intarsiato di marmi. Il dipinto si configura così come un perfetto equilibrio tra modernità e tradizione, suggerito anche dall'uso di arcate diverse: a sesto acuto in alto ed a tutto sesto nelle nicchie classicheggianti, tra le quali quella centrale inquadra perfettamente la Madonna in trono col Bambino, sebbene essi si trovino in realtà davanti al loggiato.
La luce è un elemento fondamentale dell'opera, che si stende tenue sulle architetture e sui personaggi, entrando dall'alto, dal cortile scoperchiato dietro il quale si stende un giardino, come fanno intendere i rami di tre aranci sullo sfondo del cielo azzurro. In particolare si tratta di una luce chiara e diffusa ma inclinata (come dimostra l'ombra dietro la Madonna), che ricorda fedelmente quella del mattino. La cornice originale, andata perduta, doveva sottolineare questo effetto "finestra".
I santi presenti sono San Giovanni Battista e San Zanobi, protettori della città di Firenze e della sua diocesi, Santa Lucia, titolare della chiesa, e San Francesco, la cui storia era legata indissolubilmente a quella della chiesa poiché qui il santo approdò la prima volta a Firenze, nel 1211. Straordinariamente ricco è l'abito vescovile di san Zanobi, in particolare la mitra, in stoffa vellutata sulla quale sono incastonate perle, pietre preziose, placchette d'oro e smalti.

### Predella
La predella era composta da tavole con le storie dei santi illustrati e un'Annunciazione a dimensione doppia: San Francesco riceve le stigmate e San Giovanni Battista nel deserto conservate alla National Gallery of Art di Washington; l'Annunciazione e il Miracolo di san Zanobi del Fitzwilliam Museum di Cambridge e il Martirio di santa Lucia dei Musei Statali di Berlino.
Predella della pala di Santa Lucia dei Magnoli

## Stile
L'impostazione chiara e geometrica dello spazio viene subito colta dallo spettatore, che percepisce come naturali i tre elementi dell'architettura: primo piano col pavimento intarsiato, loggia e cortile poligonale con le nicchie. Molto aiutano anche i diversi colori che sottolineano le membrature architettoniche.
L'asse centrale di tutta la composizione è la figura della Vergine in trono, che si situa come il vertice di un triangolo ideale nel quale si dispongono i santi.
L'elemento lineare viene cancellato dalla luce chiara che proviene da destra in alto mettendo in risalto i profili dei personaggi. Proprio questa "sintesi di luce e colore", come la chiamò Roberto Longhi, è l'elemento fondamentale che si trasmise a Piero della Francesca, ben visibile nei suoi capolavori come le Storie della Vera Croce di Arezzo.
I colori limpidi e puri di Domenico Veneziano vengono spesso attribuiti alla sua presunta origine da Venezia, in realtà suggerita solo dal nome. I volumi sono modellati con grazia e la tavolozza di tonalità "pastello" risente in maniera esemplare delle più fini variazioni della luce e dello spazio.